# Joseph Christopher
Joseph Gerard Christopher (* 26. Juli 1955 in Buffalo, New York; † 1. März 1993 in Attica, New York) war ein US-amerikanischer Serienmörder, der in einem Zeitraum von vier Monaten, zwischen September 1980 und Januar 1981, 12 Menschen ermordete und sieben weitere zum Teil schwer verletzte.

## Leben

### Werdegang
Joseph Christopher war das dritte von vier Kindern von Nicholas und Therese Christopher, der mit seinen drei Schwestern in Buffalo (New York) heranwuchs. Sein Vater war bis zu seinem frühen Tod im Jahr 1976 Wartungsarbeiter beim Amt für Stadtreinigung von Buffalo; seine Mutter arbeitete als Krankenschwester im Diakonissinnenhospital.
Da Joseph der einzige Sohn in der Familie war, galt er als Liebling seines Vaters, der ihn nicht nur auf Ausflüge in die Natur mitnahm, sondern ihm auch den Umgang mit Waffen beibrachte. Auch half er seinem Vater eine Dreizimmerhütte auf einem Anwesen zu errichten, welches sein Vater in Ellington (New York) erworben hatte.
Christopher besuchte zunächst eine römisch-katholische Grundschule und im Anschluss daran das College. 1971 begann er eine Lehre zum Kfz-Mechaniker an der Burgard Vocational High School, die er im Jahr 1974 erfolgreich beendete. Danach hielt er sich mit Gelegenheitsjobs finanziell über Wasser und arbeitete unter anderem für einen Ofenmechaniker. Das kleine Heimwerkergeschäft, welches er mit einem seiner Freunde gründete, erwies sich schnell als wirtschaftlich nicht erfolgreich und musste aufgegeben werden. Mitte der 1970er Jahre wollte er seinen Militärdienst in der United States Army absolvieren, doch wurde er als „untauglich“ abgewiesen, weil er in jungen Jahren einmal einen Leistenbruch erlitten hatte. Ende 1977 bekam er während eines Streiks die Gelegenheit, eine Stelle als Sicherheitswache bei der American Brass Company anzutreten. Danach, zu Beginn des Jahres 1978, fand er eine Stelle als Wartungstechniker am Canisius College. Hier lernte er eine junge Frau kennen, in die er sich verliebte und über die er auch Mitglied der National Rifle Association (NRA) wurde. Bei der NRA war Christopher bald als Trainer für die Ausbildung von Interessenten an Pistolen zuständig.
Ende 1978, kurz nachdem seine Beziehung beendet war, begann Christophers psychischer und persönlicher Abstieg. Er hatte einen Streit mit einem Kollegen, dem er vorwarf, sein Messer gestohlen zu haben. Dieses konnte er unter dem Sitz seines eigenen Autos finden. Nachdem er 1979 am Canisius College gekündigt wurde, weil er während der Arbeitszeit geschlafen hatte, begann er vermehrt Alkohol zu konsumieren.
Im September 1980 suchte er ein psychiatrisches Krankenhaus in Buffalo auf und bat um Hilfe. Doch die Ärzte schickten ihn wieder nach Hause, mit der Begründung, er würde keine Gefahr für sich und andere bedeuten. Zu einer Zeit, in der das US-amerikanische Gesundheitssystem unterfinanziert war und auch die Kliniken überbelastet waren, war dies die gängige Vorgehensweise in solchen Fällen; Christopher solle sich stattdessen bei einem niedergelassenen Psychologen melden. 14 Tage nach seinem Kurzaufenthalt an der Klinik in Buffalo begann die Mordserie.

### Mordserie
Am Abend des 22. September 1980 wurde in Buffalo der 14 Jahre alte Glenn Dunn ermordet, als er sich vor einem Supermarkt in einem gestohlenen Wagen aufhielt. Er, wie alle weiteren Opfer, waren Afroamerikaner. Die meisten wurden mit einer halbautomatischen Ruger 10/22 des Kalibertypus .22 lfB getötet. Einen Tag später, am 23. September, erschoss Christopher binnen weniger Stunden zunächst den 32 Jahre alten Harold Green, als dieser in einem Fastfood-Restaurant in Cheektowaga sein Essen zu sich nahm, und wieder in Buffalo den 30-jährigen Emmanuel Thomas, als dieser gerade die Straße überquerte. Wiederum wenige Stunden später fand am 24. September der 43 Jahre alte Joseph L. McCoy in Niagara Falls (New York) den Tod.
Die Morde verursachten in der schwarzen Community von Buffalo Diskussionen über den mangelnden Polizeischutz, den sie genossen. Zudem fürchteten sie, eine rassistische paramilitärische Organisation stecke hinter den Angriffen, die um die Vorherrschaft der Weißen in Buffalo kämpften. Darum wurde rasch eine Sondereinheit der Polizei gegründet, die die Mordserie aufklären sollten.
Doch das Grauen hatte erst begonnen. Am 8. Oktober, 14 Tage nach den ersten Morden, verschwand zunächst der 71 Jahre alte Taxifahrer Parler Edwards in Cheektowaga und einen Tag später, am 9. Oktober, der 40-jährige Ernest Jones, der ebenfalls seinen Lebensunterhalt als Taxifahrer verdiente. Edwards’ Leichnam wurde in Amherst, jener von Jones in Tonawanda aufgefunden. Beide waren nicht erschossen, sondern zu Tode geprügelt worden. Beiden waren postmortem die Herzen entfernt worden.
Am 10. Oktober 1980 betrat Joseph Christopher ein Krankenhaus in Buffalo, wo er in das Krankenzimmer des 37 Jahre alten Collin Cole ging. Mit der Begründung „I hate niggers“ attackierte er Cole und versuchte ihn in dessen Krankenbett zu erwürgen. Zum einen, weil sich Cole heftig wehrte, zum anderen, weil gerade eine Krankenschwester das Krankenzimmer betrat, ließ Christopher von seinem Vorhaben ab und konnte fliehen. Cole war das erste Opfer, welches den Angriff trotz schwerer Verletzungen im Halsbereich überlebte. Kurz danach übernahm eine Sondereinheit des FBI den Fall.
Anfang November 1980 wurde Joseph Christopher überraschend und dank guter Verbindungen in die US Army aufgenommen, obwohl er rund fünf Jahre zuvor noch abgelehnt wurde. Er wurde nach Fort Benning in den US-Bundesstaat Georgia versetzt. Dies war der Grund, weshalb die Mordserie vom 10. Oktober bis zum 22. Dezember 1980 plötzlich unterbrochen wurde. Am 20. Dezember trat er seinen Weihnachtsurlaub an und kehrte von Georgia nach New York zurück.
Am 22. Dezember hielt sich Christopher in Manhattan auf, als sein Amoklauf innerhalb weniger Stunden vier weitere Todesopfer und zwei Schwerverletzte zur Folge hatte. Da er ab nun die Morde nicht mehr mit seinem Gewehr, sondern mit einem Jagdmesser ausführte, erhielt er von den Medien den Spitznamen Midtown Slasher. Um 11:30 wurde der 25 Jahre alte John Adams auf offener Straße attackiert, er überlebte. Ebenso großes Glück hatte zwei Stunden später, um 13:30 Uhr, der 32-jährige Ivan Frazier. Auch er überlebte schwer verletzt die Messerattacke. Um 15:30 wurde der 19 Jahre alte Luis Rodriguez angegriffen; er war das erste Todesopfer des Tages. Um 16:50 folgte ihm der 30 Jahre alte Antonie Davis in den Tod. Richard Renner (20) starb um 22:50. Um 23:00 Uhr wurde Carl Ramsay angegriffen, als er auf seine U-Bahn wartete. Um 0:00 Uhr wurde er für tot erklärt.
Nach seinem Kurzaufenthalt kehrte Christopher nach Buffalo zurück. Hier ermordete er am 29. Dezember den 31 Jahre alten Roger Adams. Einen Tag später, am 30. Dezember, fiel er während eines Aufenthalts in Rochester über den 26 Jahre alten Wendell Barnes her, der jedoch den Angriff schwer verletzt überlebte. Ebenso großes Glück hatte einen Tag später, am 31. Dezember 1980, der 32 Jahre alte Albert Menefee, als dieser den Messerangriff überlebte. Das Jahr 1981 hatte kaum begonnen, als Christopher am 1. Januar die beiden Männer Larry Little und Calvin Crippin in Buffalo angriff; beide überlebten mit leichten Verletzungen.
Kurz danach endete seine Urlaubszeit und Christopher musste wieder seinen Militärdienst in Fort Benning antreten. Hier beging er am 18. Januar jene Straftat, die zu seiner Verhaftung führen sollte. Erneut hatte er ein Messer, erneut hatte er das Bedürfnis, einen Schwarzen zu ermorden. Doch der Angriff auf seinen Kameraden, den Soldaten Leonard Coles, endete damit, dass Coles nicht nur überlebte, sondern Christopher auch ins Militärgefängnis eingewiesen wurde.

### Verfahren und Tod
Im Gefängnis versuchte sich Christopher mit einer Rasierklinge die Pulsadern aufzuschneiden, was jedoch misslang. In einer seiner ersten Anhörungen vor einem Psychiater gab er an, er „müsse“ Schwarze töten. Das Geständnis hatte zur Folge, dass die Strafverfolgungsbehörden von Georgia mit jenen in New York in Kontrakt traten. Als diese in seinen Besitztümern das Ruger 10/22 fanden, wie auch weitere Beweismittel, die auf die Straftaten vom September des Vorjahres hinwiesen, konnten Joseph Christopher im April 1981 die Mordfälle und zum Teil auch Messerattacken zur Last gelegt werden. Am 8. Mai wurde er von Georgia nach New York überstellt.
Im Oktober beschloss Christopher auf einen Rechtsbeistand zu verzichten und sich vor Gericht selbst zu verteidigen. Im Dezember 1981 wurde der Prozess eröffnet, der wegen seiner Komplexität und Größe fünf Monate dauern sollte. Ende Mai 1982 wurde Christopher zu einer Freiheitsstrafe von 60 Jahren verurteilt. Im Juli 1985 wurde das Urteil vor einem Berufungsgericht aufgehoben. Der Richter im ersten Prozess, so die Begründung des Gerichts, habe Zeugen ausgeschlossen, die die geistige Unzurechnungsfähigkeit von Joseph Christopher bestätigen würden. Zwar wurde der Prozess wiederholt, doch auch das erneute Urteil, welches im November 1985 gefällt wurde, ergab erneut eine lebenslange Freiheitsstrafe ohne Möglichkeit, ein Gnadengesuch zu stellen.
Joseph Christopher trat seine Haftstrafe in der Attica Correctional Facility ein, einem Hochsicherheitsgefängnis in Attica (New York). Anfang der 1990er Jahre wurde bei ihm eine seltene Form von Brustkrebs diagnostiziert, die auch bei Männern auftreten kann. Am 1. März 1993 starb er im Alter von 37 Jahren.
| Personendaten    | Personendaten                  |
| ---------------- | ------------------------------ |
| NAME             | Christopher, Joseph            |
| ALTERNATIVNAMEN  | Christopher, Joseph Gerard     |
| KURZBESCHREIBUNG | US-amerikanischer Serienmörder |
| GEBURTSDATUM     | 26. Juli 1955                  |
| GEBURTSORT       | Buffalo, New York              |
| STERBEDATUM      | 1. März 1993                   |
| STERBEORT        | Attica, New York               |